# Живые — бессмертным
«Живые — бессмертным» — мемориал в Ленинском районе Донецка. на территории Донецкого металлургического завода. 
Мемориал был создан в 1970 году, в честь работников Донецкого металлургического завода погибших в Великой Отечественной войне. Создание памятника было приурочено к двадцать пятой годовщине Победы в Великой Отечественной войне.
Автор мемориала — В.Я. Милютин.
Мемориал представляет собой кольцо, стоящее на трёх опорах. На внешней стороне кольца надпись: «ЖИВЫЕ — БЕССМЕРТНЫМ». На внутренней стороне кольца размещены мемориальные таблички с именами погибших работников Донецкого металлургического завода и цехами и отделами завода, в которых они работали. Между табличками расположены пятиконечные звёзды. Кроме табличек на внутренней стороне кольца размещены две надписи: «1941-1945» — годы Великой Отечественной войны и «XXV» — римская запись числа 25, годовщины победы. На одной из опор расположена табличка поясняющая в честь чего создан монумент. В центре кольца разбита пятиугольная клумба.
У монумента проходят заводские мероприятия, посвящённые Дню Победы.